# Marco Raviart
Marco Raviart (Albi, 5 settembre 1921 – Roma, 6 settembre 1995) è stato un annunciatore televisivo e giornalista italiano.

## Biografia
Di origine francese, Raviart iniziò la carriera come attore; studiò recitazione e regia televisiva con Romolo Siena e Silvano Tranquilli. 
Recitò in L'ebreo errante, regia di Goffredo Alessandrini.
Assunto dalla Rai nel 1948, lavorò al telegiornale a partire dal 1959;  nel 1976, con l'avvio della riforma del servizio radiotelevisivo pubblico, diventò uno degli speaker del Tg2.. Da qualcuno ritenuto "forse il più bravo" per la perfetta dizione e la voce calda e profonda.
La sua voce baritonale diventò molto popolare e la dizione fu sempre ineccepibile.
Fu lui ad annunciare, la sera di lunedì 3 giugno 1963, la morte di Sua Santità Giovanni XXIII.
A partire dal 1980, dopo aver lasciato la Rai, oltre a svolgere l'attività di speaker sul circuito radiofonico GBR Antenna Italia, condusse con Maurizio Costanzo il telegiornale "Contatto" dell'emittente televisiva nazionale del gruppo Rizzoli PIN Primarete indipendente.